# Tipos B de Halberstadt

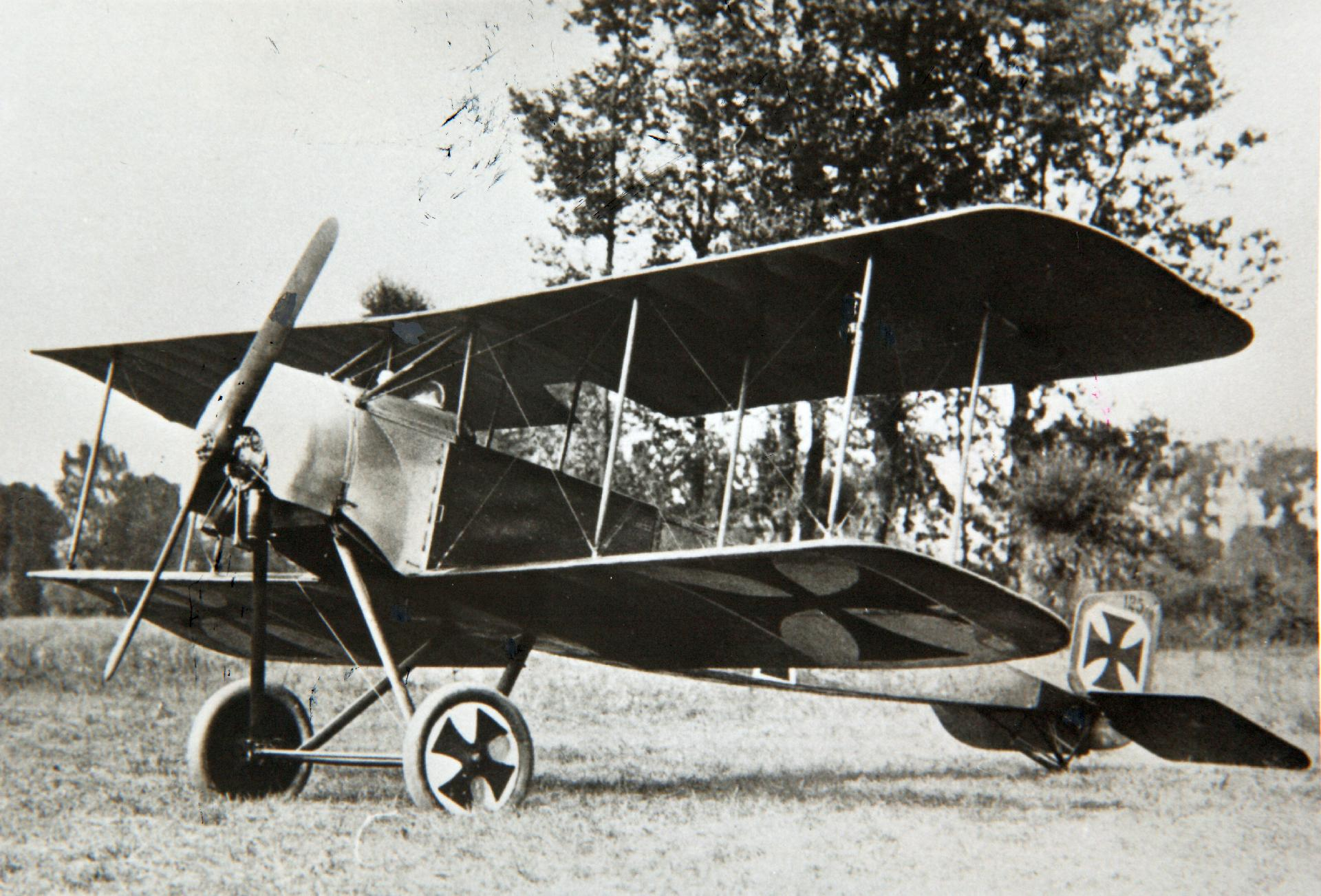
Archivo del Museo del Aire y el Espacio de San Diego

Los tipos B de Halberstadt de Halberstädter Flugzeugwerke eran  aviones de reconocimiento y  entrenamiento desarmados de dos asientos de la Fuerza Aérea Alemana en la Primera Guerra Mundial.

## Desarrollo
En 1914, Halberstadt desarrolló un biplano con el Oberursel U.0. con 80 hp, que se denominó Halberstadt B.I. y se le dio el nombre de fábrica A15. El  Halberstadt B.II (B15) fue dotado con un motor Mercedes D.I con 105 hp y en 1915 se fabricó el Halberstadt B.III con el ligeramente más potente Mercedes D.II de 120 hp.
Halberstadt B.II se utilizó como base para el primer biplaza armado, el Halberstadt CL.II.

## Variantes
A15Designación de la compañía del avión que se convirtió en el B.I.
B15Designación de la empresa del avión que se convirtió en el B.II
B.I(Designación de empresa A15) Avión de reconocimiento propulsado por un motor rotativo de 80 hp Oberursel U.0.
B.II(Compañía B15) Avión de reconocimiento con un motor en línea de 105 hp.
B.III(Compañía B15) Avión de reconocimiento impulsado por un motor en línea de 120 hp.

## Historia operativa
El B.I se utilizó como avión de entrenamiento, mientras que el B.II y el B.III sirvieron brevemente como aviones de reconocimiento, pero más tarde también se utilizaron para el entrenamiento de pilotos.

## Especificaciones
Referencia datos:  Die deutschen Militärflugzeuge 1910–1918

### Características generales
- Tripulación: 2
- Envergadura: 12 m (39 pies 4 pulgadas)
- Superficie alar: 32 m² (340 pies cuadrados)
- Peso vacío: 641 kg (1413 lb)
- Peso cargado: 1047 kg (2308 lb)
- Planta motriz: 1× 6 cilindros en línea refrigerado por agua Mercedes DI.
  - Potencia: 105 CV (103.6 hp; 77.2 kW)
- Hélices: hélice de paso fijo de 2 palas